# Parker Pyne
Parker Pyne je fiktivni detektiv Agathe Christie koji se pojavljuje u zbirkama priča Parker Pyne istražuje i Regata misterij i druge priče.
Pyne ima svoj način rješavanja slučajeva. On ne riješava uobičajane slučajeve, nego nagovara klijente da nađu sreću. Za to koristi znanje dobiveno od 35 godina radnog staža u uredu za statistike kojeg sada vodi privatno u 17 Richmond St.
Iako je, naizgled, limitiran na jedan način istrage Pyne nerijetko ulazi i u suobičajene slučajeve. Kakav god bio slučaj Pyne uvijek ima potporu svojie družine.